# Mehran Barkhordari
Mehran Barkhordari (persiska: مهران برخورداری), född 26 juli 2000 i Qazvin, är en iransk taekwondoutövare.

## Karriär
I maj 2019 tävlade Barkhordari i 80 kg-klassen vid VM i Manchester, där han blev utslagen i sextondelsfinalen av tyske Tahir Güleç. I augusti 2022 tog Barkhordari brons i 80 kg-klassen vid Islamic Solidarity Games i Konya. I november 2022 tog han även brons i 80 kg-klassen vid VM i Guadalajara.
I maj 2023 tävlade Barkhordari i 80 kg-klassen vid VM i Baku, där han blev utslagen i sextondelsfinalen av uzbekiske Shukhrat Salaev. Samma månad tog Barkhordari brons i 80 kg-klassen vid universiaden i Chengdu. I september 2023 tog han även brons i 80 kg-klassen vid asiatiska spelen i Hangzhou. Under 2023 tog Barkhordari även guld i 80 kg-klassen vid Grand Prix i Paris och silver i Rom.
Vid OS 2024 i Paris tog Barkhordari silver i 80 kg-klassen efter en finalförlust mot tunisiske Firas Katoussi.